# Barnstable, Massachusetts

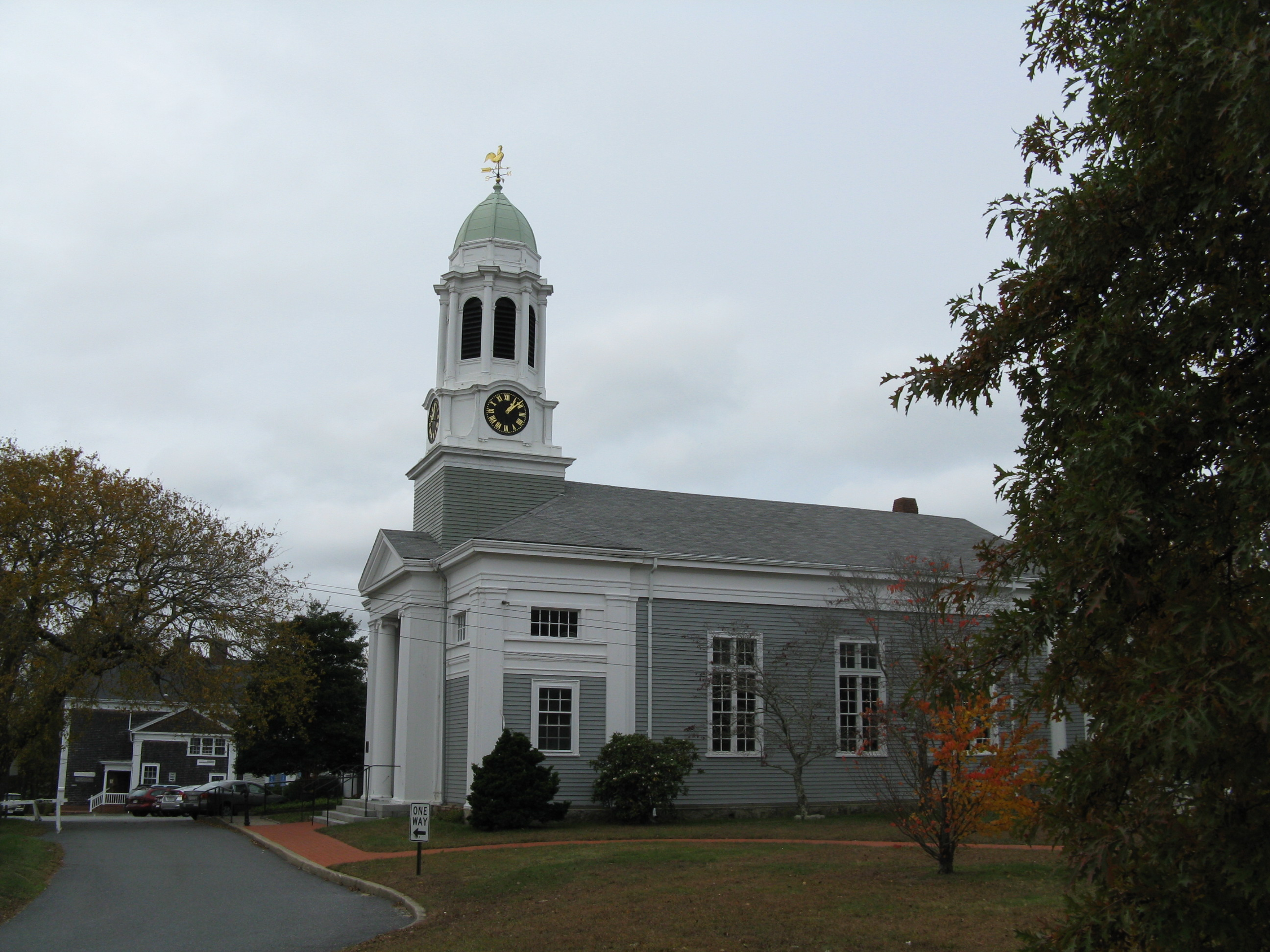

Barnstable, Massachusetts là một thành phố được gọi là the Town of Barnstable, thủ phủ quận Barnstable trong tiểu bang thịnh vượng chung Massachusetts, Hoa Kỳ. Thành phố có tổng diện tích  km², trong đó diện tích đất là  km². Theo điều tra dân số Hoa Kỳ năm 2010, thành phố có dân số người.
Barnstable là cộng đồng lớn nhất, cả về diện tích và dân số, Cape Cod. Thành phố có bảy khu (một trong số đó còn được mệnh danh Barnstable) trong phạm vi ranh giới của nó. Ngôi làng lớn nhất của nó, Hyannis, là khu kinh doanh trung tâm của quận và nhà Barnstable thành phố sân bay, trung tâm hàng không của Cape Cod và quần đảo của Martha Vineyard và Nantucket. Nó cũng là một All-Mỹ năm 2007 Giải thưởng người chiến thắng thành phố.
Barnstable được đặt tên sau Barnstaple, Devon, Anh. Khu vực này lần đầu tiên được khám phá bởi Bartholomew Gosnold năm 1602. Nó là một trong những thị trấn đầu tiên có dân định cư, một năm sau Sandwich, năm 1638, và được thành lập năm 1639. Những người định cư ban đầu gồm các nông dân dẫn đầu bởi Reverend Joseph Hull, người sáng lập của Barnstable. Một bảng tưởng niệm tưởng niệm được dựng lên từg năm 1939 kỷ niệm 300 thành lập của thị trấn đánh dấu khu vực nhà ở của ông. Viên đá từ đó ông rao giảng vẫn đứng dọc theo đường cao tốc ở đó.
Ngay sau khi công trình thành lập của thị trấn, nông nghiệp, đánh cá và muối đã trở thành ngành công nghiệp lớn của nó. Đến cuối thế kỷ 19, đã có khoảng 804 tàu neo đậu ở bến cảng thị trấn. Nhưng sự nhộn nhịp tàu bè đã giảm sút kể từ khi có tuyến đường sắt, đến năm 1854, và tàu hơi nước.
Đến cuối thế kỷ 19, tuy nhiên, Barnstable đã trở nên nổi tiếng thế giới là điểm đến du lịch cho đến ngày nay. Nhiều người Boston nghỉ hè trên các bờ biển Cape, và các tổng thống Ulysses S. Grant và Grover Cleveland đã nghỉ hè ở đây. Tuy nhiên, các gia đình nổi tiếng nhất của mùa hè ở thị trấn này là gia đình Kenned.
Ngày nay, du khách lũ lượt đến thị trấn trong những tháng mùa hè. Có các khu mua sắm tại các cửa hàng cổ xưa của Hyannis, và các địa điểm phổ biến khác chẳng hạn như Bảo tàng John F. Kennedy và một số bảo tàng và các địa điểm đăng ký quốc gia di tích lịch sử, bao gồm cả đất Chôn lấp cổ và Nhà Gideon Hawley. 
Theo Cục Điều tra Dân số Hoa Kỳ, thành phố có tổng diện tích 76,2 dặm vuông (197  km²), trong đó, 60,0 dặm vuông (155  km²) của nó là đất đai và 16,2 dặm vuông (42  km²) của nó (21,26%) là nước. Giáp Cape Cod Bay ở phía bắc, Nantucket Sound Sandwich, phía nam và Mashpee về phía tây và Yarmouth về phía đông. Barnstable có cự ly khoảng bảy mươi dặm về phía đông nam Boston.